# Zračna luka Guarulhos-São Paulo
Zračna luka Guarulhos-São Paulo (portugalski: Aeroporto Internacional de São Paulo / Guarulhos - Governador André Franco Montoro) - međunarodna zračna luka u gradu Guarulhosu, 25 km sjeveroistočno od središta grada São Paula.
Poznata je i kao međunarodna zračna luka Cumbica (portugalski Aeroporto Internacional de Cumbica).
Jedna je od najvećih i najprometnijih zračnih luka u Brazilu. Godine 2011. bila je 1. u Brazilu po teretnom zračnom prometu, ali i 1. po kašnjenju.
U 2011. godini, zračna luka Guarulhos-São Paulo imala je 29 964 108 putnika.